# Šentožbolt, Šentjakob v Rožu
Šentožbolt (nemško St. Oswald) je naselje v Občini Šentjakob v Rožu v Okraju Beljak-dežela na Koroškem v Avstriji.